# Catamblyrhynchus diadema
Catamblyrhynchus diadema là một loài chim trong họ Thraupidae.

## Hình ảnh

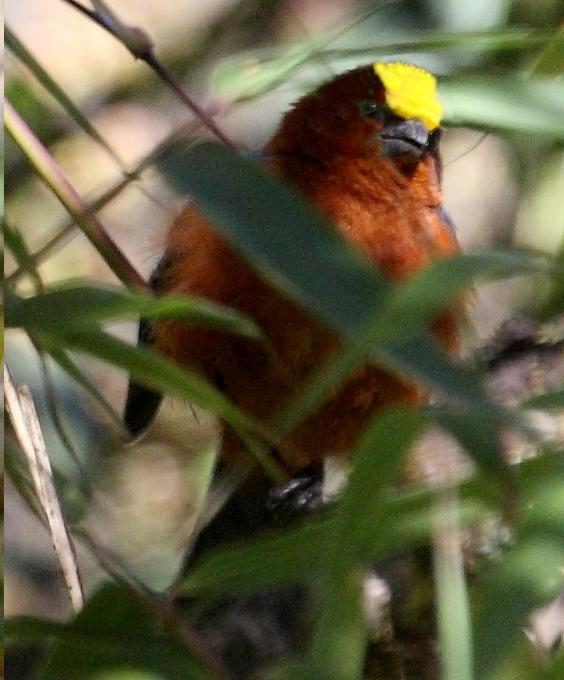
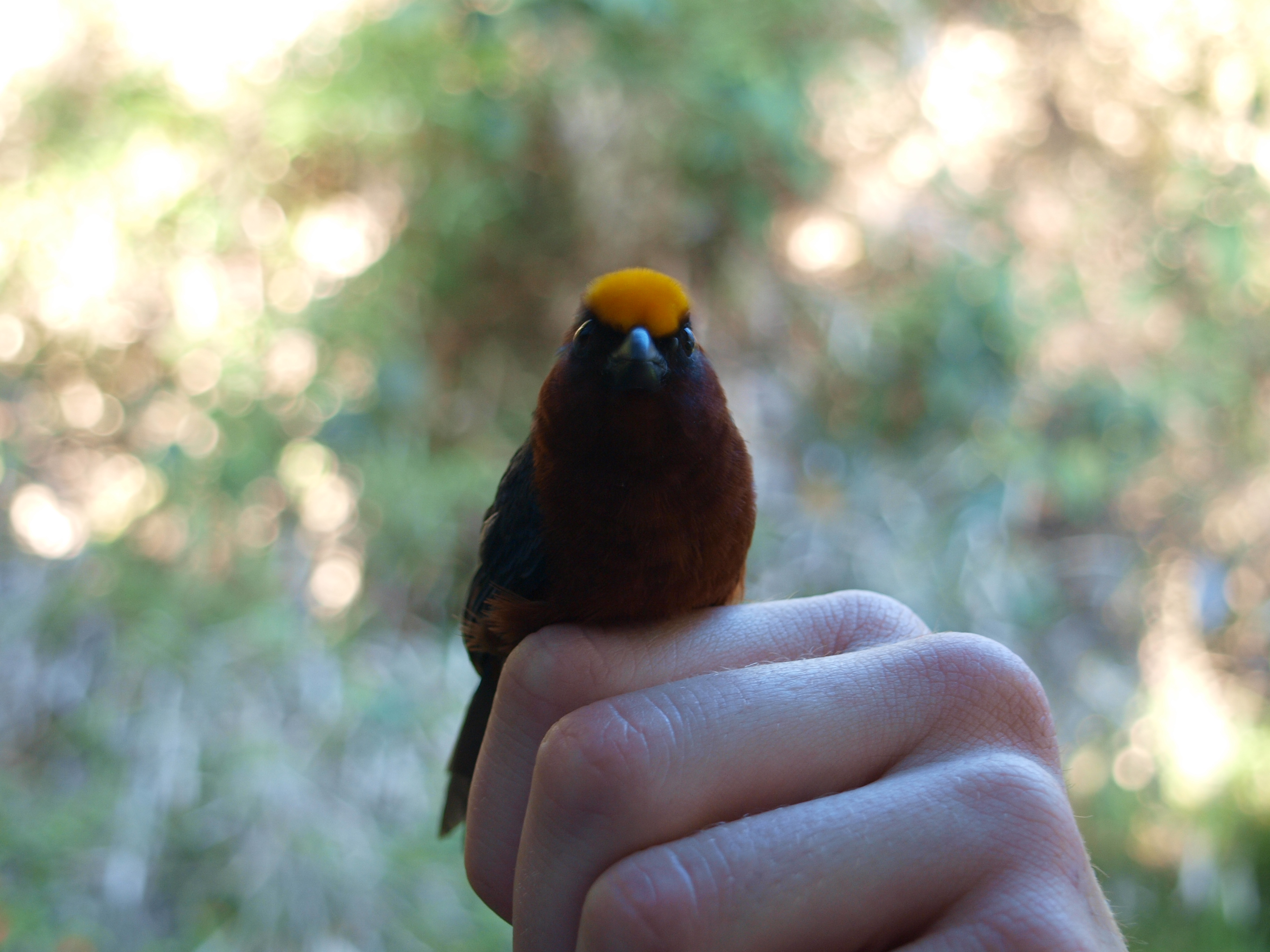
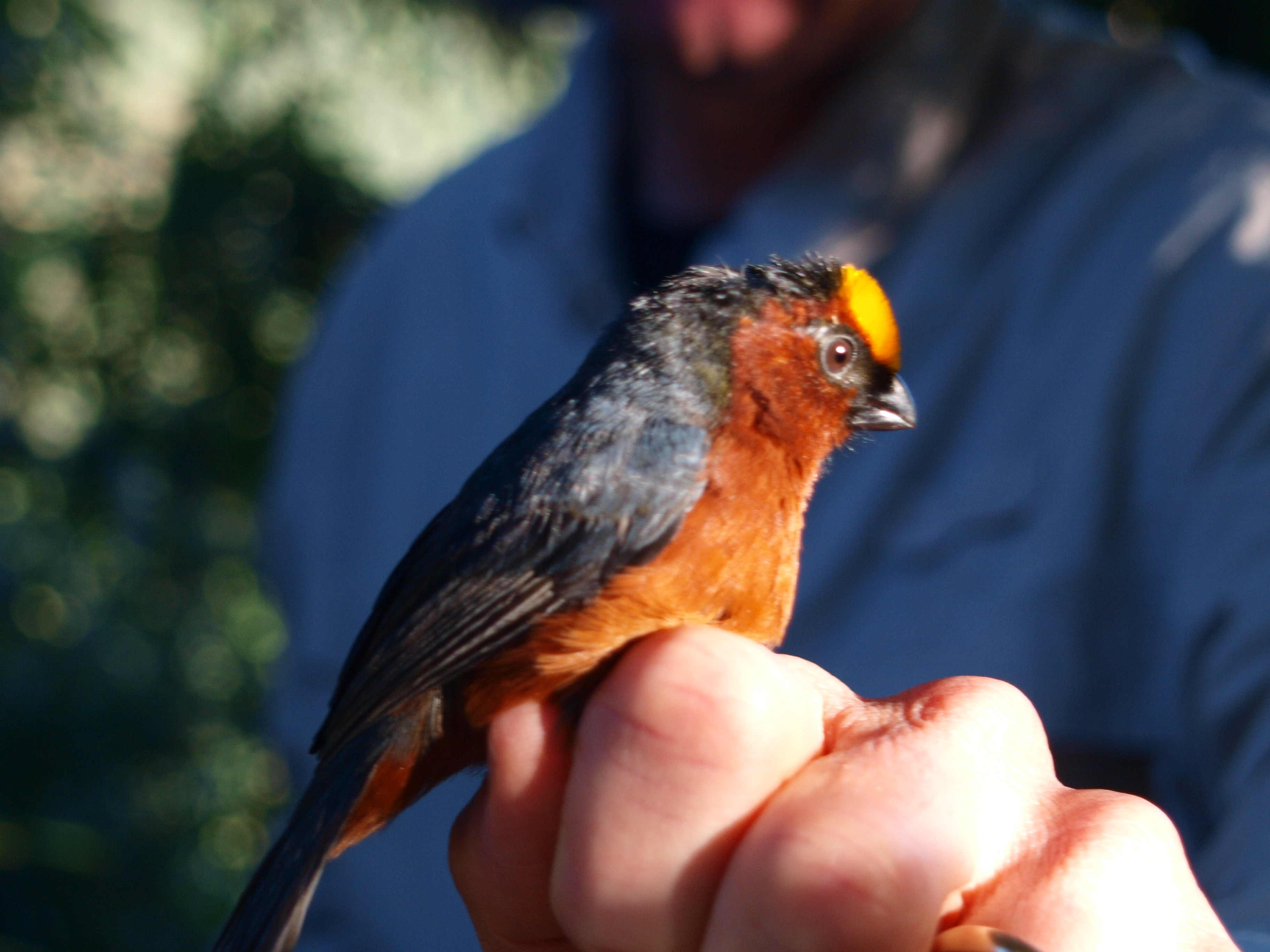
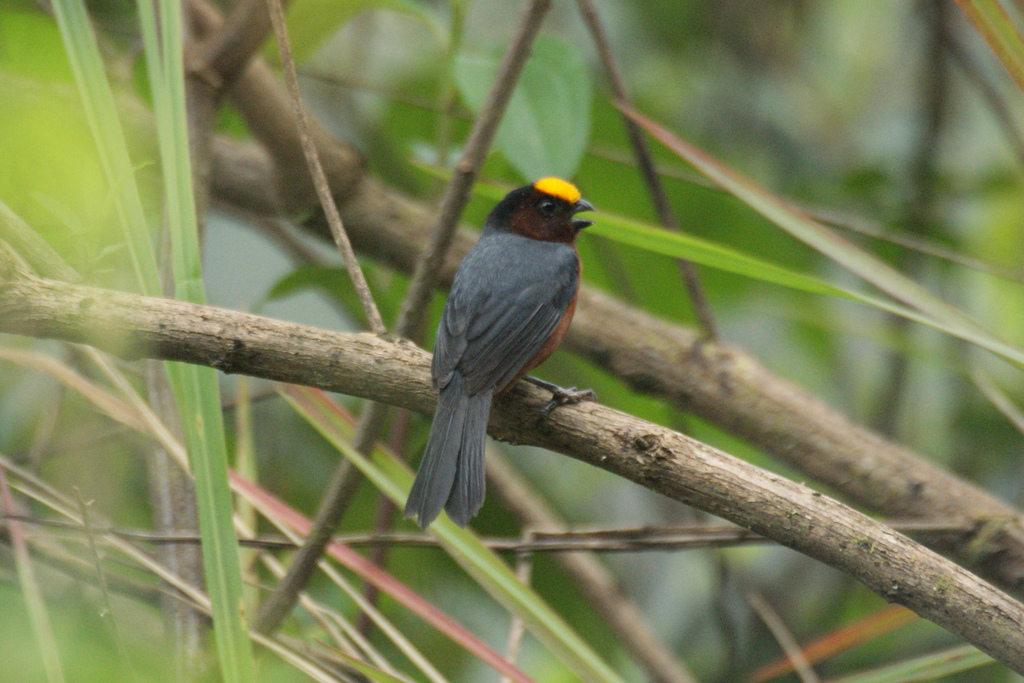